# Himalaya-Moschustier
Das Himalaya-Moschustier (Moschus leucogaster) ist eine Art der Moschustiere (Moschidae). Es ist an den südlichen Hängen des Himalayas im nordwestlichen und nordöstlichen Indien, in Nepal und Bhutan verbreitet.

## Merkmale

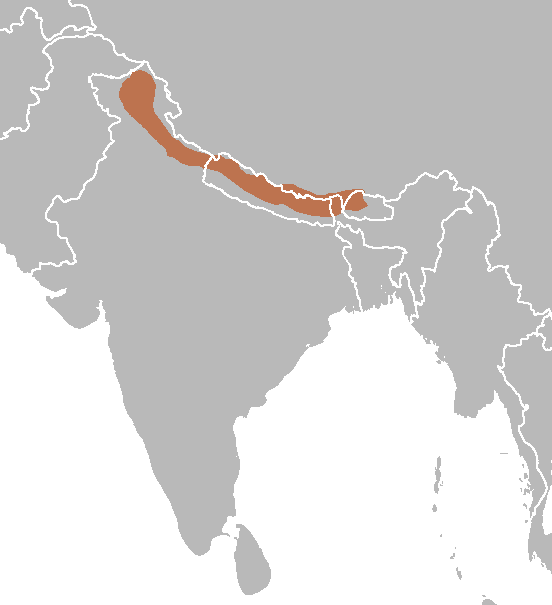
Verbreitungsgebiet des Himalaya-Moschustiers

Das Himalaya-Moschustier ist eine relativ große Moschustierart und erreicht eine Kopfrumpflänge von 86 bis 100 cm, hat einen 4 bis 6 cm langen Schwanz und erreicht ein Gewicht von 13 bis 18 kg. Die bisher vermessenen Schädel waren 15,3 bis 16 cm lang. Im westlichen Nepal zeigen die Tiere auf ihrer Rückenseite eine braun-gelbliche, leicht streifige Färbung. Der Kopf ist graubraun, die Ohren sind grau mit weißlich-grauen Rändern und einem weißlich-grauen Inneren. Auch der Bauch, die Brust und die Unterseite des Unterkiefers sind weißlich-grau. Die Beine und die Kehle sind dunkel. Einige Individuen haben weißlich-graue Augenringe. Die Basen der Rückenhaare sind weiß. Jungtiere sind gefleckt.
Bei Zhangmu (28°N, 87°E), in der Waldzone des südlichen Tibet, sind die Tiere dunkler, haben auch dunkle Ohren und ihr Hinterteil ist weißlich-orange. Das Nasenbein dieser Tiere ist nach vorn verlängert. Bei Khumjung ist der Hals der Moschustiere heller, die Kehle ist hell, Kinn und die Unterseite des Unterkiefers sind cremeweiß und die Ohren sind an der Basis grau und an der Spitze schwarz. Beine und Kehle sind schwarz, das Gesäß ist gelbbraun und der Bauch ist mehr grau als bei der hier zuerst beschriebenen Form. Auch die Schädel beider Formen unterscheiden sich. Im nördlichen Himachal Pradesh bei Kullu und in den benachbarten, nepalesischen Regionen gibt es eine Form („pepper and salt form“) die auf dem Rücken eine braune oder rötlich-agutifarbene (d. h. die Haare sind gebändert), hell gesprenkelte Färbung zeigt, die oft die Form eines Sattels annimmt. Die Kehle dieser Tiere ist hellbraun mit einigen hellgrauen oder weißlichen Streifen, die von der Kehle zur Innenseite der Vorderbeine verlaufen. Die Unterläufe sind weiß gesprenkelt und dadurch heller als der Rumpf. Gesäß und Schwanz sind hell, die Ohren dunkelgrau oder braun mit weißen Rändern. Der Bauch ist braun und heller als der Rest des Rumpfes. Der Kopf ist grau mit weißen Flecken und orangen Flecken ober- und unterhalb der Augen. Bei diesen drei Formen könnte es sich um Unterarten des Himalaya-Moschustiers oder um eigenständige Moschustierarten handeln. Feldstudien wurden bisher nur bei der „pepper and salt form“ durchgeführt.

## Lebensraum und Lebensweise
Das Himalaya-Moschustier kommt in immergrünen Eichen- und Birkenwäldern an den Hängen des Himalaya vor. Südlich des Mount Everest leben die Tiere in Höhen von 3000 bis 4300 Metern, in Sikkim kommen sie zwischen 2500 und 4400 Metern vor und in Bhutan und Arunachal Pradesh liegt ihr Lebensraum in einer Höhe von 2600 bis 3000 Metern in einem dichten Bambuswald. Die Tiere halten sich meist in Gebieten mit einer Hangneigung von 30 bis 40 % auf. Tagsüber halten sich Himalaya-Moschustiere vor allem auf den von der Sonne beschienenen südlichen Hängen auf und die Nacht verbringen sie geschützt im Gebüsch. Etwa 40 % ihrer Zeit sind sie aktiv, vor allem in der Nacht, und 60 % ihrer Zeit verbringen sie ruhend oder schlafend. Im Winter ernähren sich Himalaya-Moschustiere zu etwa 40 % von Blättern (die Hälfte davon Rhododendronblätter), zu 16 % von Kräutern (die Hälfte davon Senecio), zu 7 % von Grass und zu 2 % von Farnen. Im Frühling und Sommer werden vor allem Kräuter und Flechten gefressen und im Herbst Kräuter und Blätter. Sie sind relativ leise, zischen aber bei Gefahr und quietschen wenn sie von einem Raubtier attackiert werden. Bei aggressiven Interaktionen untereinander stoßen Männchen rasselnde Geräusche aus, die möglicherweise durch das Reiben der Zähne aufeinander erzeugt werden. Jungtiere geben blökende Geräusche von sich um Kontakt mit der Mutter zu halten. Die Fluchtdistanz der Männchen ist sehr niedrig und liegt in der Regel nur bei 15 bis 20 Metern. Im Herbst vergrößert sie sich auf etwa 30 Meter. Auf der Flucht tendieren sie dazu sich rasch umzusehen. Weibchen sind vorsichtiger und fliehen über eine Distanz von etwa 100 Meter, bevor sie stoppen und sich umsehen. Die Trächtigkeitsdauer liegt bei 196 bis 198 Tagen. Neugeborene haben ein durchschnittliches Gewicht von 600 g. Bei einer von sechs Geburten kommen Zwillinge zur Welt. Die Rate der Zwillingsgeburten ist damit niedriger als bei anderen Moschustieren, mit Ausnahme des Gelbbauch-Moschustiers (Moschus chrysogaster).

## Systematik
Das Himalaya-Moschustier wurde im Jahr 1839 durch den britischen Naturforscher Brian Houghton Hodgson erstmals wissenschaftlich beschrieben. Als Typuslokalität wurde Cis and Trans Hemelayan regions angegeben. Obwohl die Art je nach Region eine unterschiedliche Fellfärbung hat, werden keine Unterarten unterschieden. Es ist jedoch möglich, dass die Art in Zukunft in zwei oder mehrere Arten aufgesplittert wird. Das Kaschmir-Moschustier (Moschus cupreus) wird oft als konspezifisch zum Himalaya-Moschustier angesehen.

## Gefährdung
Die IUCN schätzt den Bestand des Himalaya-Moschustiers als stark gefährdet (Endangered) ein. In den 1980er Jahren soll es nur noch 30.000 Tiere gegeben haben und jedes Jahr wurden etwa 4000 Männchen zur Gewinnung von Moschus vom Menschen getötet, so dass die Population während der letzten drei Generationen um 50 % zurückgegangen ist.

## Belege
1. 1 2 3 4 5  Colin Groves: Family Moschidae (Musk-deer) in Don E. Wilson, Russell A. Mittermeier: Handbook of the Mammals of the World – Volume 2. Hoofed Mammals. Lynx Editions, 2011, ISBN 978-84-96553-77-4, Seite 336–348.
2. ↑  Moschus leucogaster in der Roten Liste gefährdeter Arten der IUCN 2015. Eingestellt von: Timmins, R.J. & Duckworth, J.W., 2014. Abgerufen am 24. Januar 2019.